# Montseron
Montseron est une commune française située dans le nord du département de l'Ariège, en région Occitanie. Sur le plan historique et culturel, la commune fait partie du Couserans, pays aux racines gasconnes structuré par le cours du Salat.
Exposée à un climat océanique altéré, elle est drainée par l'Arize, le ruisseau paleté et par deux autres cours d'eau. Incluse dans le parc naturel régional des Pyrénées ariégeoises, la commune possède un patrimoine naturel remarquable : un site Natura 2000 (la « grotte de Montseron »), un espace protégé (la « grotte de Malarnaud ») et trois zones naturelles d'intérêt écologique, faunistique et floristique.
Montseron est une commune rurale qui compte 103 habitants en 2022, après avoir connu un pic de population de 423 habitants en 1896. Elle fait partie de l'aire d'attraction de Saint-Girons. Ses habitants sont appelés les Montseronais ou Montseronaises.

## Géographie

### Localisation
La commune de Montseron se trouve dans le département de l'Ariège, en région Occitanie.
Elle se situe à 24 km à vol d'oiseau de Foix, préfecture du département, à 15 km de Saint-Girons, sous-préfecture, et à 8 km de La Bastide-de-Sérou, bureau centralisateur du canton du Couserans Est dont dépend la commune depuis 2015 pour les élections départementales.
La commune fait en outre partie du bassin de vie de Saint-Girons.
Les communes les plus proches sont : 
Durban-sur-Arize (1,6 km), Castelnau-Durban (2,4 km), Clermont (3,0 km), Allières (3,9 km), Rimont (4,3 km), Esplas-de-Sérou (6,4 km), Larbont (6,9 km), Sentenac-de-Sérou (7,4 km).
Sur le plan historique et culturel, Montseron fait partie du Couserans, pays aux racines gasconnes structuré par le cours du Salat (affluent de la Garonne), que rien ne prédisposait à rejoindre les anciennes dépendances du comté de Foix.

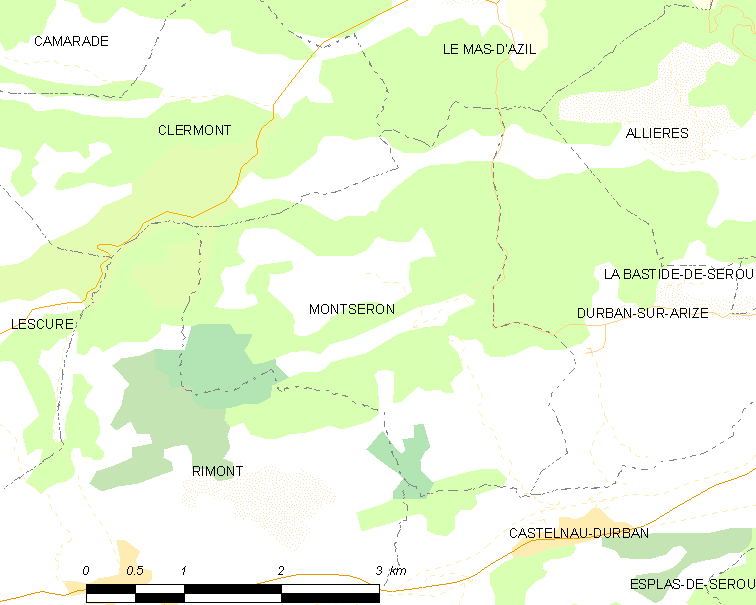
Carte de la commune de Montseron et des proches communes.

| Clermont | Le Mas-d'Azil    |                  |
|          | Montseron        | Durban-sur-Arize |
| Rimont   | Castelnau-Durban |                  |

### Géologie et relief
La commune est située dans les Pyrénées, une chaîne montagneuse jeune, érigée durant l'ère tertiaire (il y a 40 millions d'années environ), en même temps que les Alpes. Les terrains affleurants sur le territoire communal sont constitués de roches sédimentaires datant du Mésozoïque, anciennement appelé Ère secondaire, qui s'étend de −252,2 à −66,0 Ma. La structure détaillée des couches affleurantes est décrite dans les feuilles « n°1056 - Le Mas d'Azil » et « n°1074 - Saint-Girons » de la carte géologique harmonisée au 1/50 000ème du département de l'Ariège, et leurs notices associées,.
La superficie cadastrale de la commune publiée par l’Insee, qui sert de références dans toutes les statistiques, est de 8,88 km2,. La superficie géographique, issue de la BD Topo, composante du Référentiel à grande échelle produit par l'IGN, est quant à elle de 8,74 km2. Son relief est relativement accidenté puisque la dénivelée maximale atteint 245 mètres. L'altitude du territoire varie entre 335 m et 580 m.

### Hydrographie

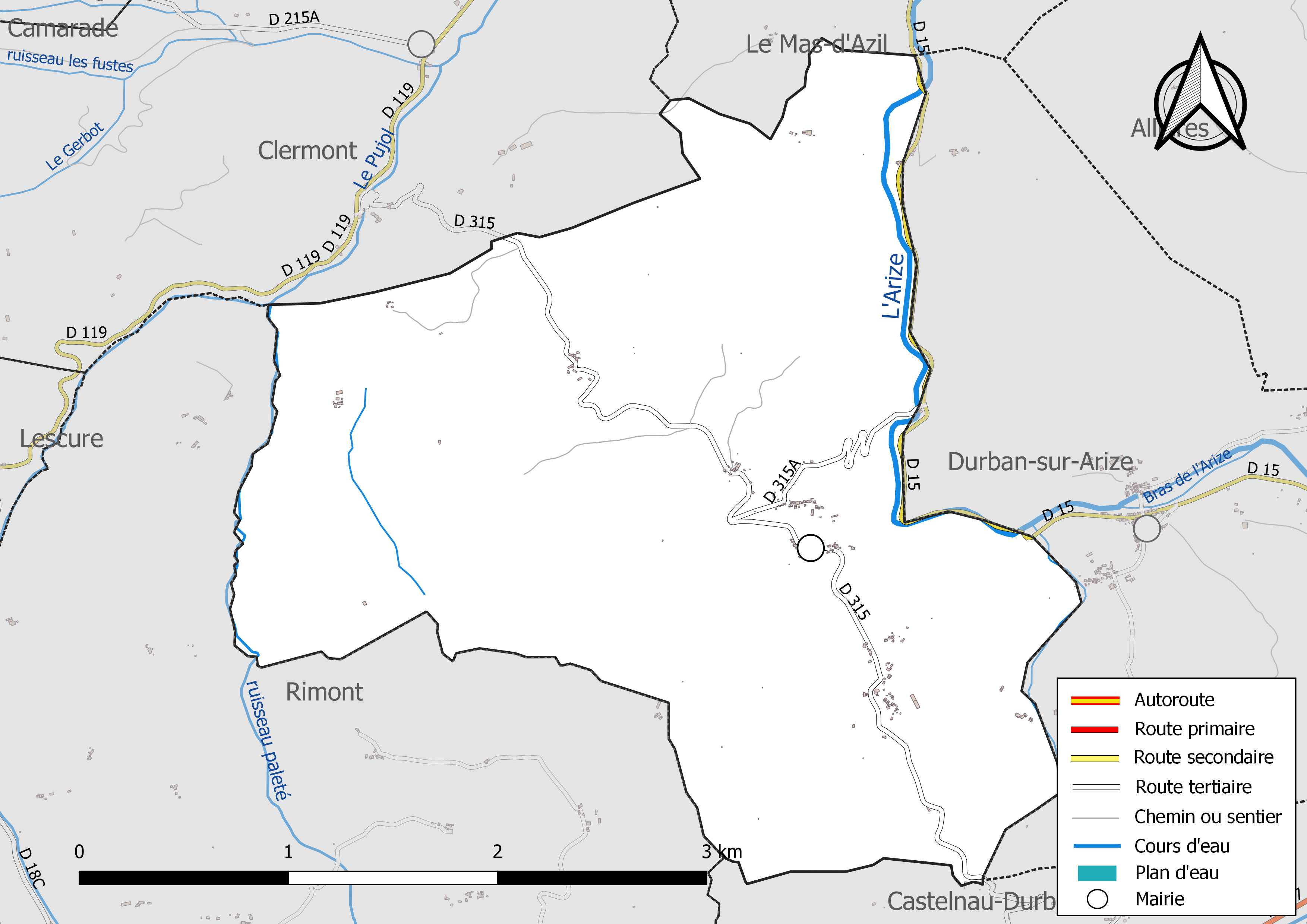
Réseaux hydrographique et routier de Montseron.

La commune est dans le bassin versant de la Garonne, au sein du bassin hydrographique Adour-Garonne. Elle est drainée par l'Arize, le ruisseau paleté et par deux petits cours d'eau, constituant un réseau hydrographique de 5 km de longueur totale,.
L'Arize, d'une longueur totale de 83,78 km, prend sa source dans la commune de Sentenac-de-Sérou et s'écoule du sud vers le nord. Elle traverse la commune et se jette dans la Garonne à Carbonne, après avoir traversé 20 communes.

### Climat
Pour des articles plus généraux, voir Climat de l'Occitanie et Climat de l'Ariège.
En 2010, le climat de la commune est de type climat océanique altéré, selon une étude s'appuyant sur une série de données couvrant la période 1971-2000. En 2020, Météo-France publie une typologie des climats de la France métropolitaine dans laquelle la commune est exposée à un climat de montagne et est dans la région climatique Pyrénées centrales, caractérisée par une pluviométrie annuelle de 1 000 à 1 200 mm.
Pour la période 1971-2000, la température annuelle moyenne est de 12 °C, avec une amplitude thermique annuelle de 15,1 °C. Le cumul annuel moyen de précipitations est de 947 mm, avec 9,8 jours de précipitations en janvier et 6,9 jours en juillet. Pour la période 1991-2020, la température moyenne annuelle observée sur la station météorologique la plus proche, située sur la commune de La Bastide-de-Sérou à 8 km à vol d'oiseau, est de 11,9 °C et le cumul annuel moyen de précipitations est de 1 091,0 mm,. Pour l'avenir, les paramètres climatiques de la commune estimés pour 2050 selon différents scénarios d'émission de gaz à effet de serre sont consultables sur un site dédié publié par Météo-France en novembre 2022.

### Milieux naturels et biodiversité

#### Espaces protégés
La protection réglementaire est le mode d’intervention le plus fort pour préserver des espaces naturels remarquables et leur biodiversité associée,.
La commune fait partie du parc naturel régional des Pyrénées ariégeoises, créé en 2009 et d'une superficie de 245 973 ha, qui s'étend sur 138 communes du département. Ce territoire unit les plus hauts sommets aux frontières de l’Andorre et de l’Espagne (la Pique d'Estats, le mont Valier, etc) et les plus hautes vallées des avants-monts, jusqu’aux plissements du Plantaurel.
Un  autre espace protégé est présent sur la commune : 
la « grotte de Malarnaud », objet d'un arrêté de protection de biotope, d'une superficie de 0,2 ha.

#### Réseau Natura 2000

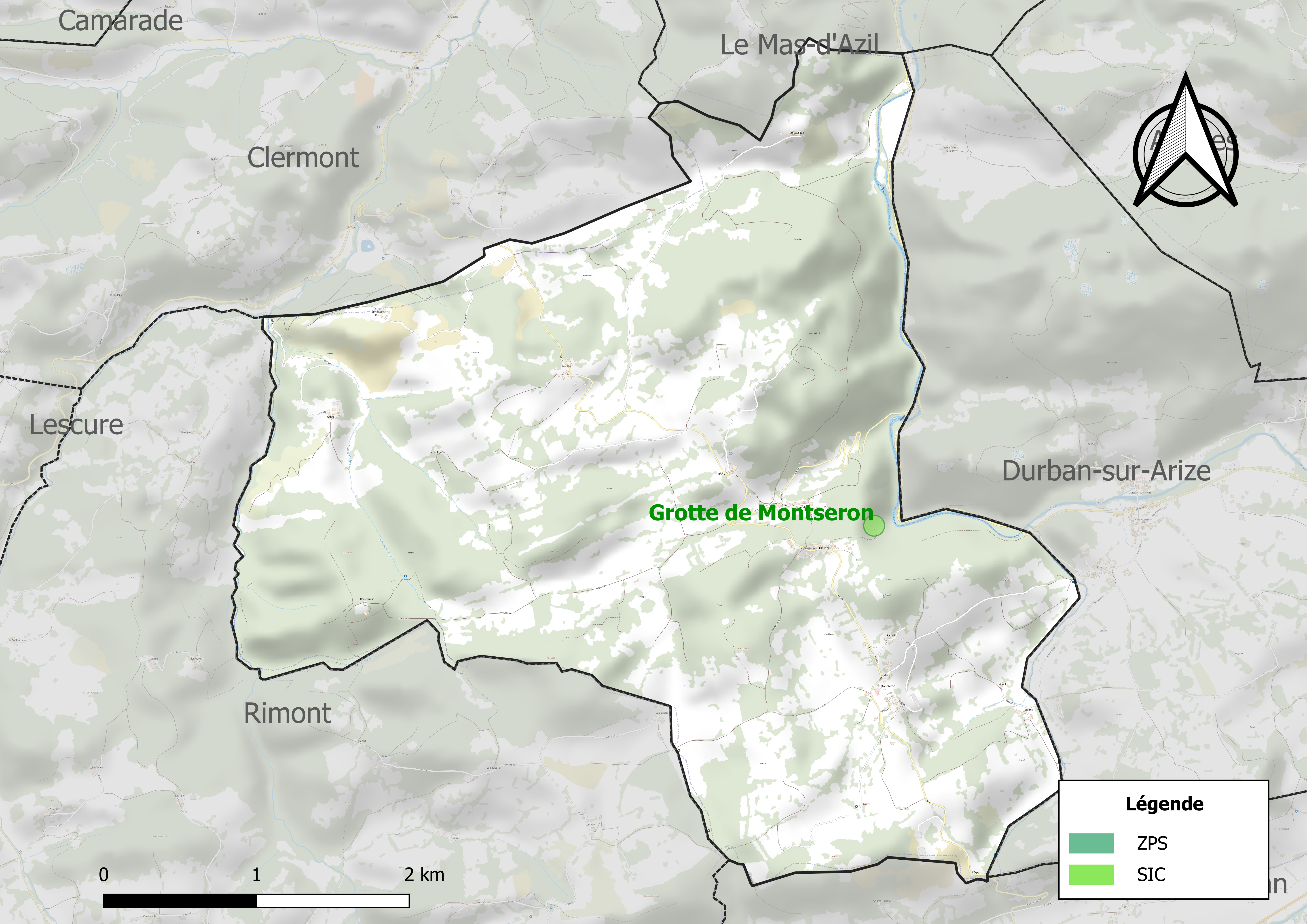
Site Natura 2000 sur le territoire communal.

Le réseau Natura 2000 est un réseau écologique européen de sites naturels d'intérêt écologique élaboré à partir des directives habitats et oiseaux, constitué de zones spéciales de conservation (ZSC) et de zones de protection spéciale (ZPS).
Un site Natura 2000 a été défini sur la commune au titre de la directive habitats : la « grotte de Montseron », d'une superficie de 1 ha, une cavité de transit de chauves-souris (Minioptère de Schreibers, Petit Murin et Rhinolophe euryale), avec la présence d'invertébrés cavernicoles endémiques de l'Ariège.

#### Zones naturelles d'intérêt écologique, faunistique et floristique
L’inventaire des zones naturelles d'intérêt écologique, faunistique et floristique (ZNIEFF) a pour objectif de réaliser une couverture des zones les plus intéressantes sur le plan écologique, essentiellement dans la perspective d’améliorer la connaissance du patrimoine naturel national et de fournir aux différents décideurs un outil d’aide à la prise en compte de l’environnement dans l’aménagement du territoire.
Deux ZNIEFF de type 1 sont recensées sur la commune :
l'« Arize et affluents en aval de Cadarcet » (379 ha), couvrant 21 communes dont 18 dans l'Ariège et 3 dans la Haute-Garonne, et 
les « collines de l'ouest du Séronais, du Mas-d'Azil à Saint-Lizier » (7 543 ha), couvrant 11 communes du département
et une ZNIEFF de type 2, : 
les « coteaux de l'est du Saint-Gironnais » (15 037 ha), couvrant 18 communes du département.

Carte des ZNIEFF de type 1 et 2 à Montseron.
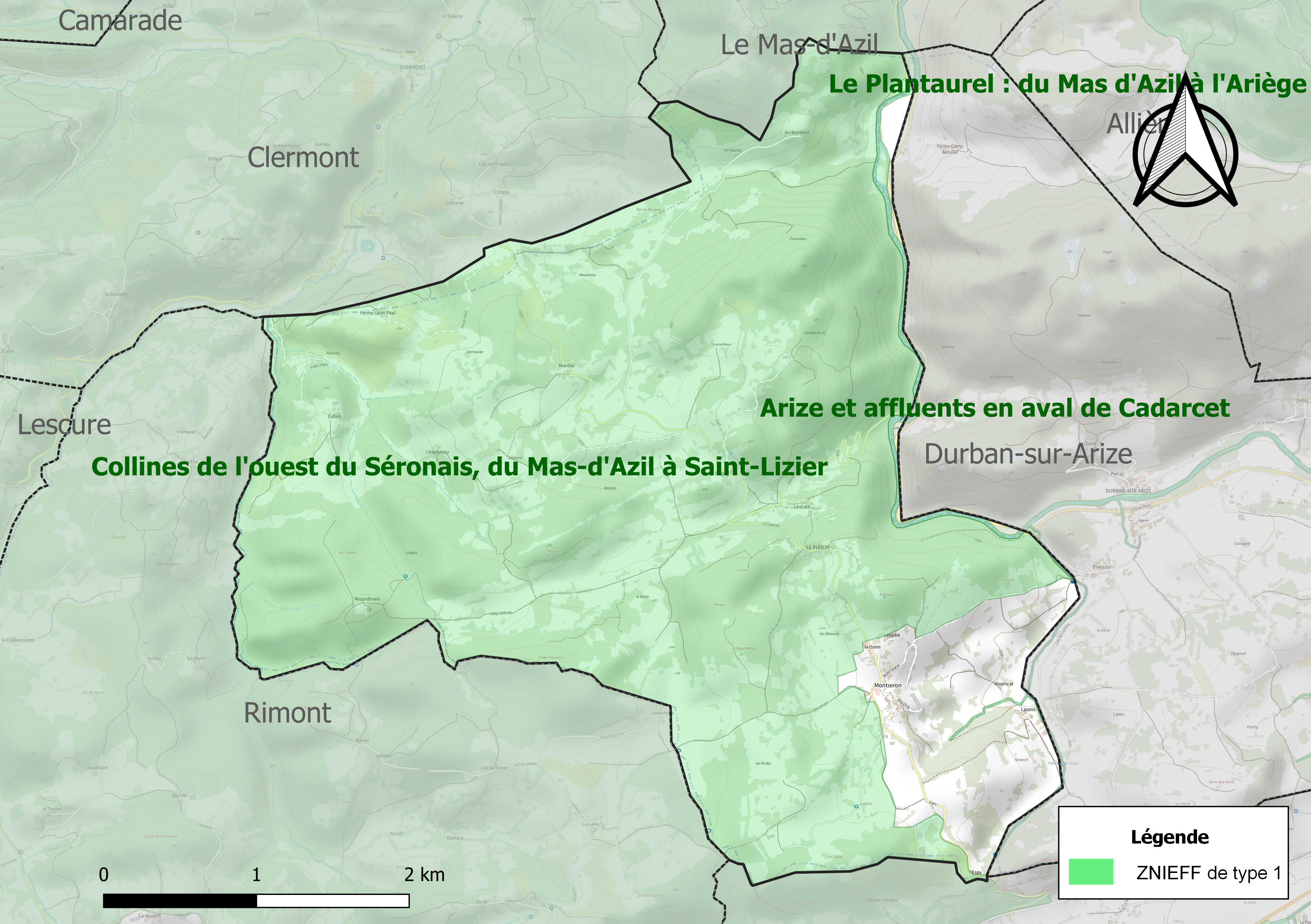
Carte des ZNIEFF de type 1 sur la commune.
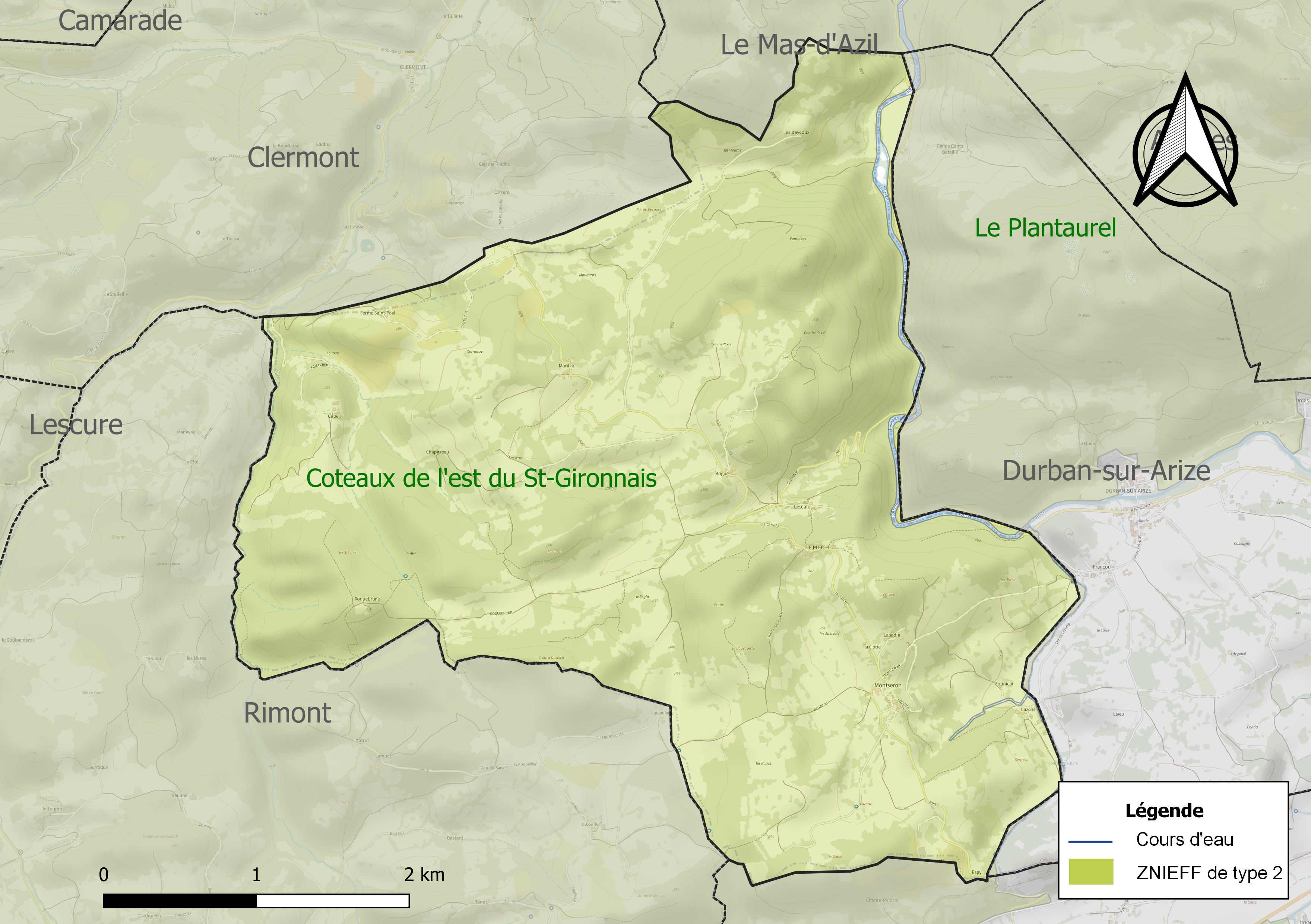
Carte de la ZNIEFF de type 2 sur la commune.

## Urbanisme

### Typologie
Au 1er janvier 2024, Montseron est catégorisée commune rurale à habitat très dispersé, selon la nouvelle grille communale de densité à 7 niveaux définie par l'Insee en 2022.
Elle est située hors unité urbaine. Par ailleurs la commune fait partie de l'aire d'attraction de Saint-Girons, dont elle est une commune de la couronne,. Cette aire, qui regroupe 70 communes, est catégorisée dans les aires de moins de 50 000 habitants,.

### Occupation des sols
L'occupation des sols de la commune, telle qu'elle ressort de la base de données européenne d’occupation biophysique des sols Corine Land Cover (CLC), est marquée par l'importance des forêts et milieux semi-naturels (54,6 % en 2018), une proportion identique à celle de 1990 (54,6 %). La répartition détaillée en 2018 est la suivante : 
forêts (54,2 %), prairies (45,3 %), milieux à végétation arbustive et/ou herbacée (0,3 %), zones agricoles hétérogènes (0,1 %). L'évolution de l’occupation des sols de la commune et de ses infrastructures peut être observée sur les différentes représentations cartographiques du territoire : la carte de Cassini (XVIIIe siècle), la carte d'état-major (1820-1866) et les cartes ou photos aériennes de l'IGN pour la période actuelle (1950 à aujourd'hui).

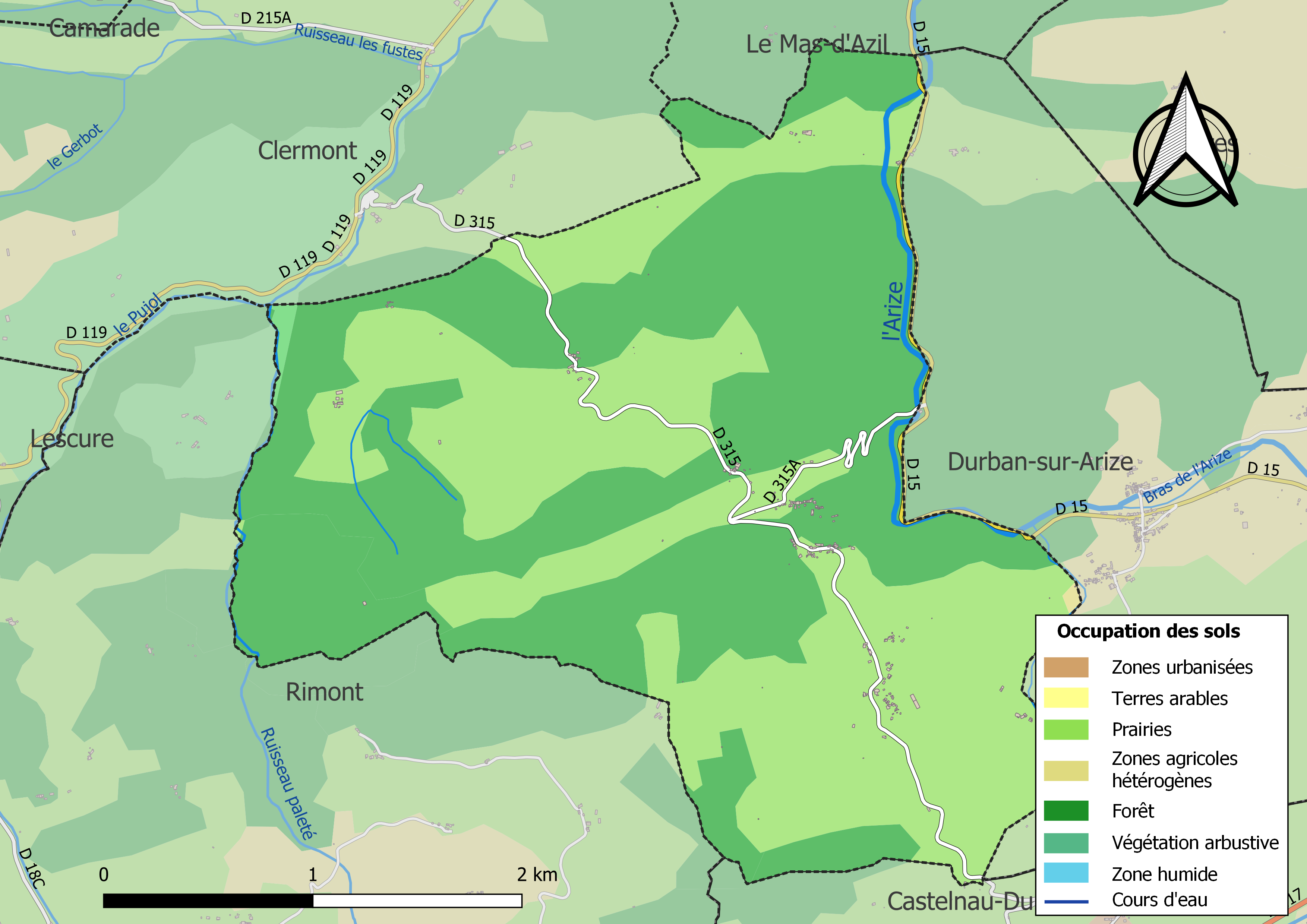
Carte des infrastructures et de l'occupation des sols de la commune en 2018 (CLC).

### Hameaux
Bogue, Baydoux, Cabeil, Chapitréou, Gouarné, Lalique, Lazon, Lescalé, Marillac, Mounicat, Pleich, Roquebrune…

### Habitat et logement
En 2018, le nombre total de logements dans la commune était de 84, alors qu'il était de 82 en 2013 et de 73 en 2008.
Parmi ces logements, 54,4 % étaient des résidences principales, 43,2 % des résidences secondaires et 2,4 % des logements vacants. Ces logements étaient pour 95,1 % d'entre eux des maisons individuelles et pour 4,9 % des appartements.
Le tableau ci-dessous présente la typologie des logements à Montseron en 2018 en comparaison avec celle de l'Ariège et de la France entière. Une caractéristique marquante du parc de logements est ainsi une proportion de résidences secondaires et logements occasionnels (43,2 %) supérieure à celle du département (24,6 %) et à celle de la France entière (9,7 %). Concernant le statut d'occupation de ces logements, 72,7 % des habitants de la commune sont propriétaires de leur logement (79,1 % en 2013), contre 66,3 % pour l'Ariège et 57,5 % pour la France entière.
| Typologie                                               | Montseron | Ariège | France entière |
| ------------------------------------------------------- | --------- | ------ | -------------- |
| Résidences principales (en %)                           | 54,4      | 65,7   | 82,1           |
| Résidences secondaires et logements occasionnels (en %) | 43,2      | 24,6   | 9,7            |
| Logements vacants (en %)                                | 2,4       | 9,7    | 8,2            |

### Risques majeurs

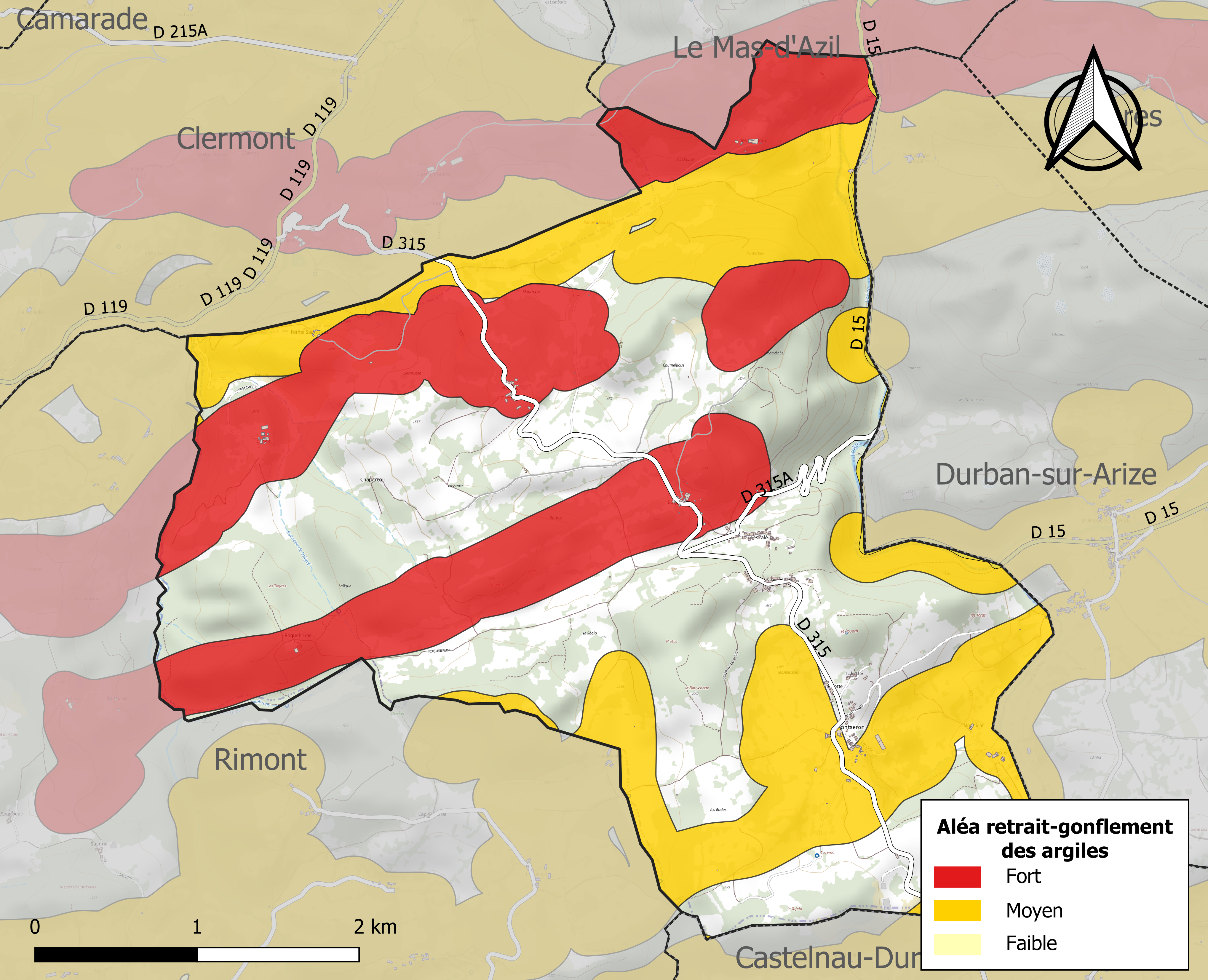
Zonage de l'aléa retrait-gonflement des argiles sur la commune de Montseron.

Le territoire de la commune de Montseron est vulnérable à différents aléas naturels : inondations, climatiques (grand froid ou canicule), feux de forêts, mouvements de terrains et séisme (sismicité modérée),.
Certaines parties du territoire communal sont susceptibles d’être affectées par le risque d’inondation par débordement, crue torrentielle d'un cours d'eau, ou ruissellement d'un versant.
Les mouvements de terrains susceptibles de se produire sur la commune sont soit des chutes de blocs, soit des glissements de terrains, soit des effondrements liés à des cavités souterraines, soit des mouvements liés au retrait-gonflement des argiles. Près de 50 % de la superficie du département est concernée par l'aléa retrait-gonflement des argiles, dont la commune de Montseron. L'inventaire national des cavités souterraines permet par ailleurs de localiser celles situées sur la commune.

## Histoire

### Préhistoire
En 1888, l'instituteur Bourret découvre le premier ossement Néandertal français, une mandibule d'adolescent, dans la grotte de Malarnaud la Grande. À la suite de cette découverte, des fouilles sont entreprises et la grotte de Malarnaud est exploitée pour le phosphate présent grâce aux ossements. Dans les années 1950, Léon Pales, archéologue et anthropologue, se passionne pour ces grottes et fait construire à ses frais un laboratoire de recherche à Montseron afin de fouiller et d'étudier les vestiges des grottes de Malarnaud et principalement de la grotte de Malarnaud-Soulabé. Les collections et recherches de Léon Pales ont été en partie remises au Musée national de Préhistoire des Eyzies-de-Tayac, en Dordogne,,.

### XIXesiècle
La commune a été créée en 1892 par démembrement de Durban, devenue Durban-sur-Arize.

## Politique et administration

### Découpage territorial
La commune de Montseron est membre de la communauté de communes Couserans-Pyrénées, un établissement public de coopération intercommunale (EPCI) à fiscalité propre créé le 18 novembre 2016 dont le siège est à Saint-Lizier. Ce dernier est par ailleurs membre d'autres groupements intercommunaux.
Sur le plan administratif, elle est rattachée à l'arrondissement de Saint-Girons, au département de l'Ariège, en tant que circonscription administrative de l'État, et à la région Occitanie.
Sur le plan électoral, elle dépend du canton du Couserans Est pour l'élection des conseillers départementaux, depuis le redécoupage cantonal de 2014 entré en vigueur en 2015, et de la première circonscription de l'Ariège  pour les élections législatives, depuis le redécoupage électoral de 1986.

### Liste des maires
| Période                                  | Période  | Identité      | Étiquette | Qualité  |
| ---------------------------------------- | -------- | ------------- | --------- | -------- |
| mars 2001                                | 2014     | Gabriel Soula |           |          |
| mars 2014                                | En cours | Alain Pons    | SE        | Retraité |
| Les données manquantes sont à compléter. |          |               |           |          |

## Démographie
| 1896 | 1901 | 1906 | 1911 | 1921 | 1926 | 1931 | 1936 | 1946 |
| ---- | ---- | ---- | ---- | ---- | ---- | ---- | ---- | ---- |
| 423  | 349  | 322  | 303  | 231  | 218  | 205  | 202  | 178  |

| 1954 | 1962 | 1968 | 1975 | 1982 | 1990 | 1999 | 2006 | 2007 |
| ---- | ---- | ---- | ---- | ---- | ---- | ---- | ---- | ---- |
| 133  | 113  | 105  | 84   | 85   | 71   | 66   | 78   | 80   |

| 2012 | 2017 | 2022 | - | - | - | - | - | - |
| ---- | ---- | ---- | - | - | - | - | - | - |
| 79   | 94   | 103  | - | - | - | - | - | - |

## Économie

### Emploi
| Division       | 2008  | 2013   | 2018   |
| -------------- | ----- | ------ | ------ |
| Commune        | 8,3 % | 13,6 % | 15,7 % |
| Département    | 8,9 % | 11,1 % | 11,2 % |
| France entière | 8,3 % | 10 %   | 10 %   |

En 2018, la population âgée de 15 à 64 ans s'élève à 53 personnes, parmi lesquelles on compte 84,3 % d'actifs (68,6 % ayant un emploi et 15,7 % de chômeurs) et 15,7 % d'inactifs,. En  2018, le taux de chômage communal (au sens du recensement) des 15-64 ans est supérieur à celui de la France et du département, alors qu'il était inférieur à celui du département en 2008.
La commune fait partie de la couronne de l'aire d'attraction de Saint-Girons, du fait qu'au moins 15 % des actifs travaillent dans le pôle,. Elle compte 13 emplois en 2018, contre 10 en 2013 et 9 en 2008. Le nombre d'actifs ayant un emploi résidant dans la commune est de 36, soit un indicateur de concentration d'emploi de 34,3 % et un taux d'activité parmi les 15 ans ou plus de 57,3 %.
Sur ces 36 actifs de 15 ans ou plus ayant un emploi, 13 travaillent dans la commune, soit 34 % des habitants. Pour se rendre au travail, 80 % des habitants utilisent un véhicule personnel ou de fonction à quatre roues, 8,6 % les transports en commun, 8,6 % s'y rendent en deux-roues, à vélo ou à pied et 2,9 % n'ont pas besoin de transport (travail au domicile).

### Activités hors agriculture
7 établissements sont implantés  à Montseron au 31 décembre 2019.
Le secteur de l'industrie manufacturière, des industries extractives et autres est prépondérant sur la commune puisqu'il représente 42,9 % du nombre total d'établissements de la commune (3 sur les 7 entreprises implantées  à Montseron), contre 12,9 % au niveau départemental.
- Boulangerie pâtisserie L'Étoile du matin, fournil du village, notifié en agriculture biologique.

### Agriculture
|                                   | 1988 | 2000 | 2010 |
| --------------------------------- | ---- | ---- | ---- |
| Exploitations                     | 13   | 7    | 2    |
| Superficie agricole utilisée (ha) | 371  | 178  | 115  |

La commune fait partie de la petite région agricole dénommée « Région sous-pyrénéenne ». En 2010, l'orientation technico-économique de l'agriculture  sur la commune est l'élevage de bovins pour la viande. Deux exploitations agricoles ayant leur siège dans la commune sont dénombrées lors du recensement agricole de 2010 (douze en 1988). La superficie agricole utilisée est de 115 ha.

## Culture et festivités
La fête de Montseron se déroule habituellement début août. Annulée en 2021 pour restrictions sanitaires, elle comporte habituellement un concours de pétanque pour tout âge, un concert et des jeux pour enfants. Elle se trouve habituellement à côté du presbytère.
Les jeux intervillages sont des jeux qui se déroulent habituellement début juin. Ils regroupent tous les villages du Séronais et sont composés de jeux de forces (escalator, tir à la corde, poussée de botte de paille), d’épreuves artistique (fabrication d’épouvantails), de jeux drôles et de jeux collectifs. Ils se sont déroulés à Montseron en 2019.
Et enfin, les musicales de l’équinoxe sont un événement culturel qui se déroule donc le 21 juin. Un groupe y joue de la musique : l'Orchestre de Chambre d'Hôte, dirigé par Jean-Paul Raffit. Il y a aussi des invités, notamment Leïla Martial (victoires du jazz en chant 2021). Elle se déroule tous les ans à l’église.

## Culture locale et patrimoine
- Église Saint-Étienne avec clocher à arcades, refaite au XVIIIe siècle, elle fut décorée par les frères Pedoya mais les peintures ont été recouvertes lors d'une restauration.
- Une boucle de randonnée balisée[57] au départ de l'église Saint-Étienne via le hameau du Pleich offre en deux heures environ des points de vue sur la vallée de l'Arize et le château Saint-Barthélemy, de Durban-sur-Arize.
- Classée Natura 2000, la grotte de Malarnaud est soumise à un accès réglementé par arrêté préfectoral de protection de biotope qui interdit sa visite du 1er mars au 31 octobre[58].

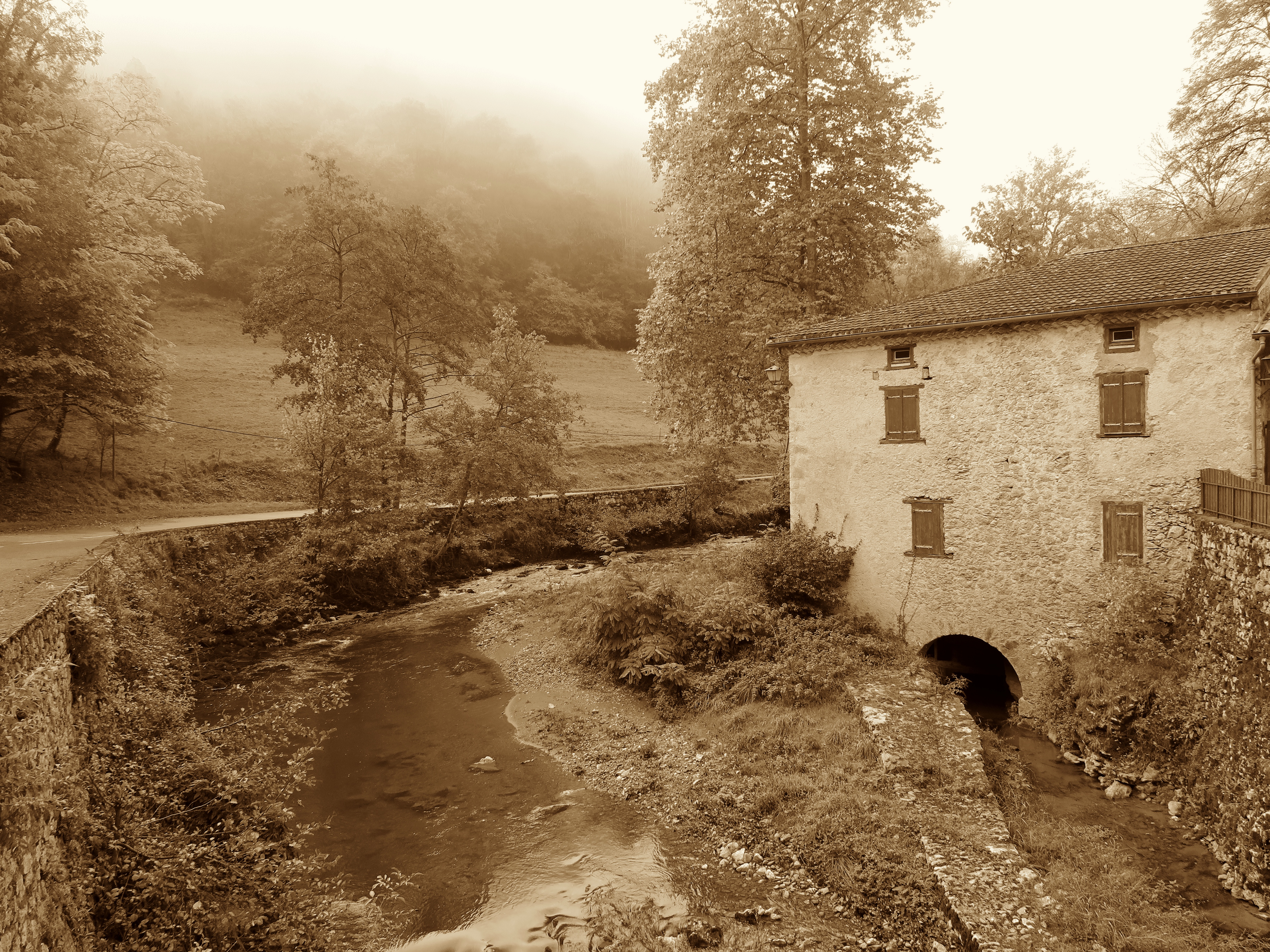
Hameau du Gouarné.
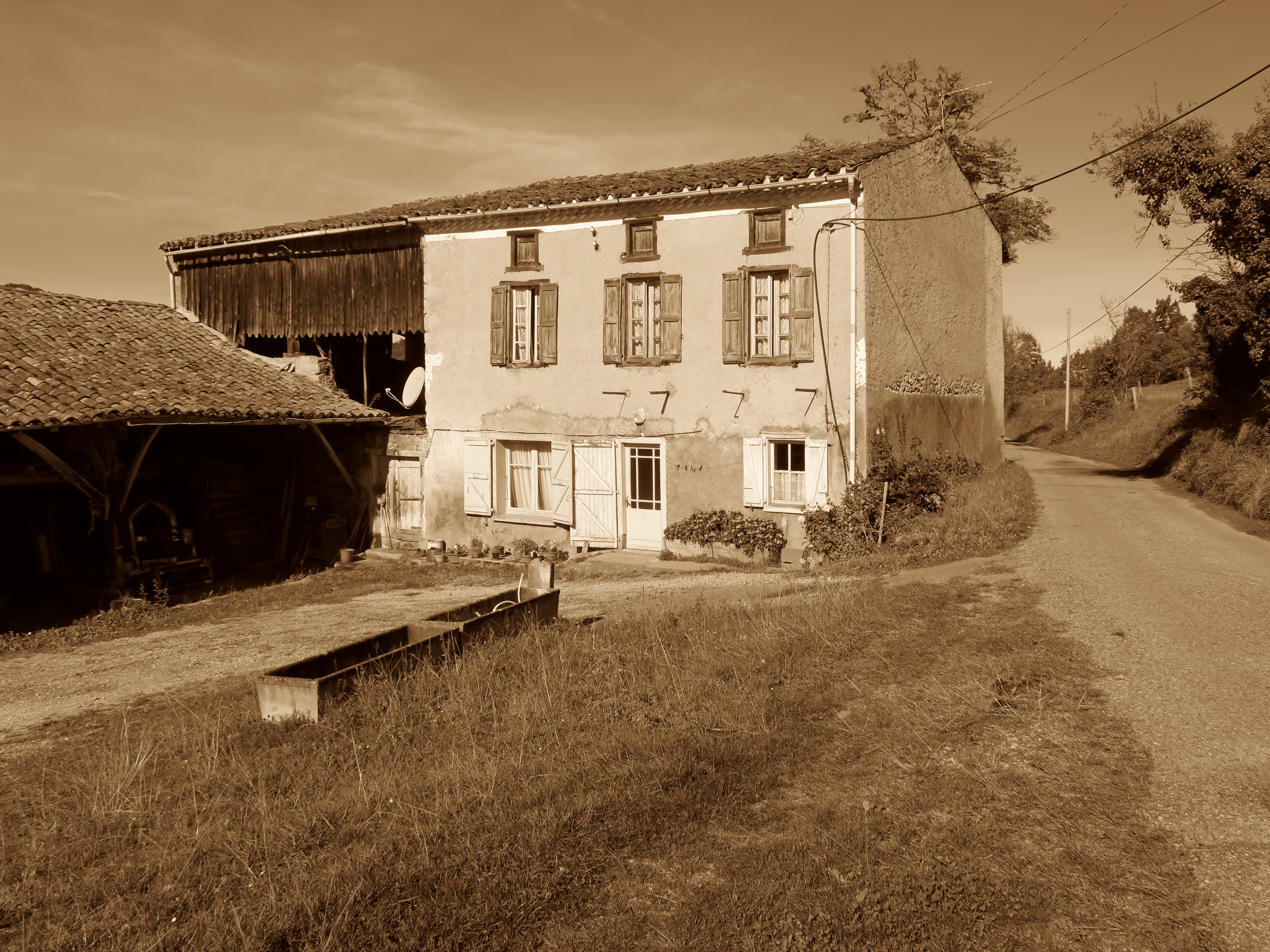
Hameau de La Clotte.
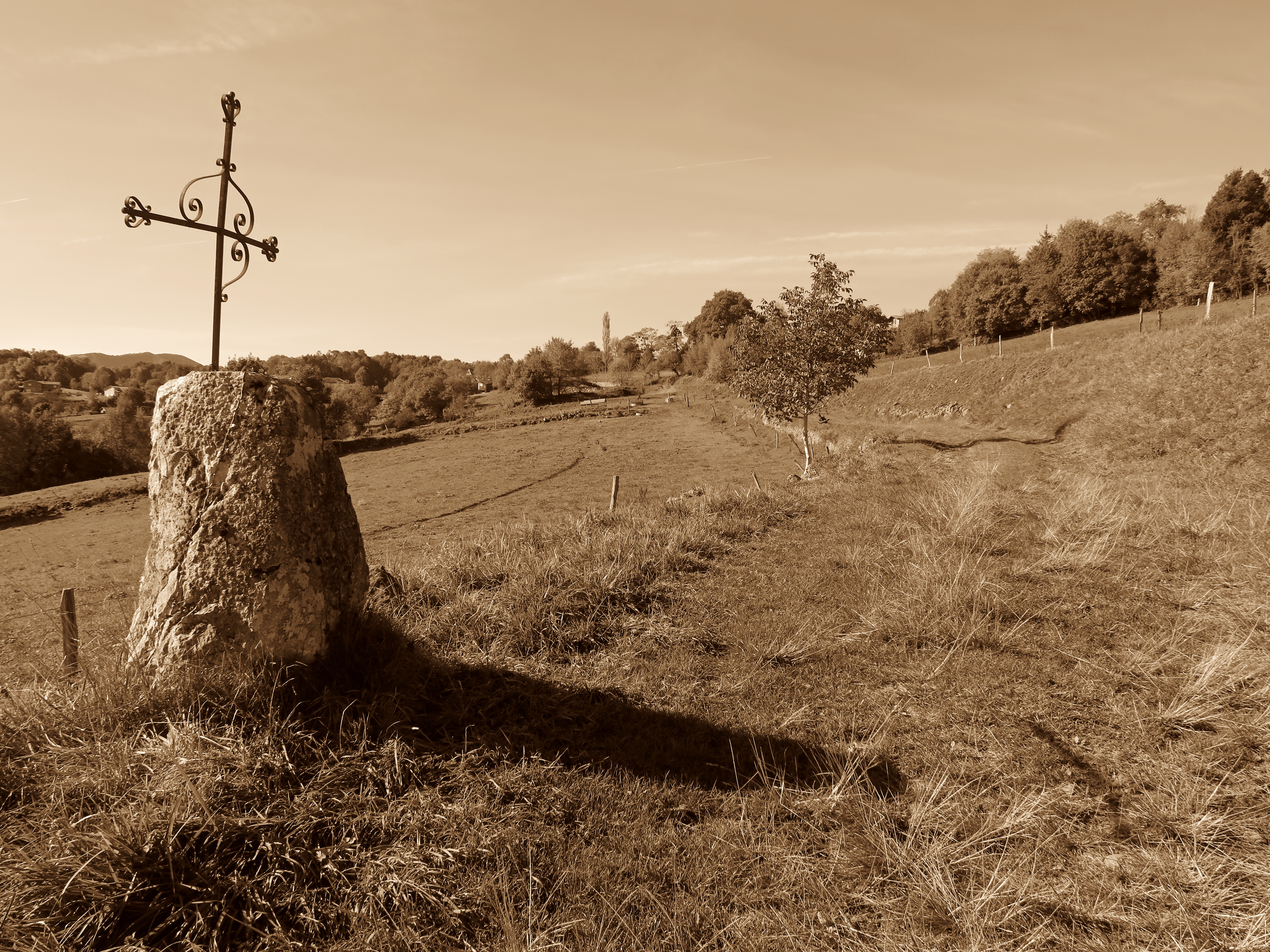
Monument avec une croix en fer.

## Personnalités liées à la commune
- Jean-Antoine Pedoya (1803-1875), peintre-décorateur en art religieux, venu d'Italie puis installé sur la commune.
- Léon Pales, né le 20 février 1905 à Toulouse, mort le 20 juin 1988 à Issy-les-Moulineaux, directeur scientifique au CNRS, anthropologue. auteur de 191 publications scientifiques. Il a construit à Montseron en 1963 le musée-laboratoire de préhistoire et paléontologie de Malarnaud-Soulabé, aujourd'hui abandonné[45].